# 施韋姆塞峰

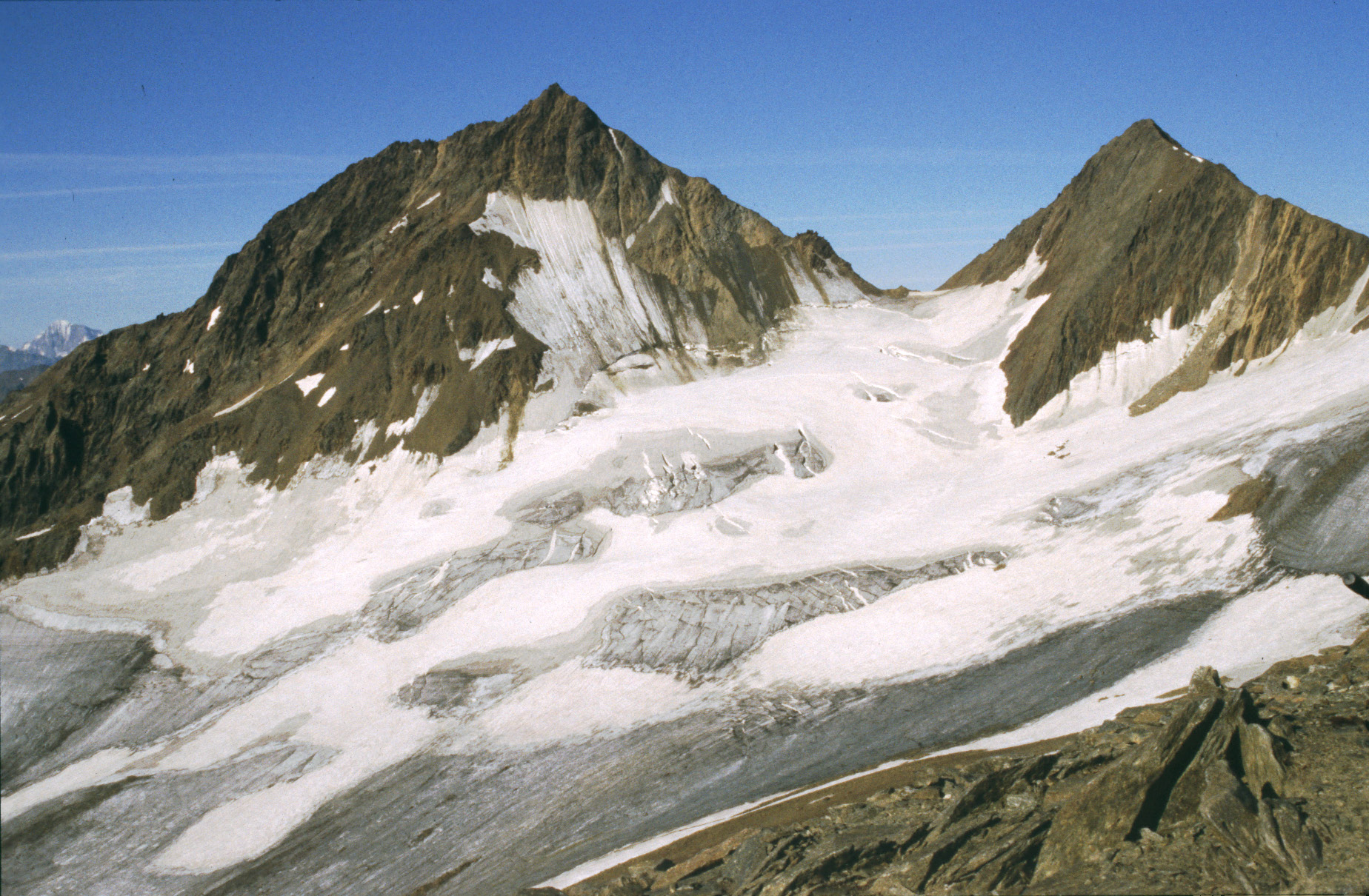

46°46′26″N 10°43′57″E / 46.773853°N 10.732481°E
施韋姆塞峰（義大利語：Schwemser Spitze），是意大利的山峰，位於該國東北部，由博爾扎諾-南蒂羅爾自治省負責管轄，屬於奧茨塔爾阿爾卑斯山脈的一部分，距離內奎爾峰1.6公里，海拔高度3,459米，人類在1875年9月2日首次登頂。